# Rheda-Wiedenbrück (stacja kolejowa)
Rheda-Wiedenbrück (niem: Bahnhof Rheda-Wiedenbrück) – stacja kolejowa w Rheda-Wiedenbrück, w regionie Nadrenia Północna-Westfalia, w Niemczech. Stacja znajduje się na Hamm – Minden i Warendorfer Bahn z Münster. Część wschodnia linii w kierunku Lippstadt jest już zamknięta. Według klasyfikacji Deutsche Bahn dworzec posiada kategorię 3.

## Położenie
Stacja znajduje się w dzielnicy Rheda, na północ od centrum Rhedy.

## Historia
Wraz z budową głównej linii kolejowej z Kolonii poprzez Zagłębie Ruhry do Minden Köln-Mindener Eisenbahn-Gesellschaft otworzyła w dniu 15 października 1847 roku pierwszą stację, która początkowo została nazwana „Rheda in Westfalen”.
Po nacjonalizacji prywatnych przedsiębiorstw kolejowych w 25 czerwca 1887 otwarto Warendorfer Bahn z Lippstadt. Północna część trasy pomiędzy Rheda i Münster była obsługiwana przez „Königlichen Eisenbahndirection Cöln rechtsrheinisch”, południowy odcinek do Lippstadt przez „Königlichen Eisenbahndirection Hannover”.
W kolejnych latach było kilka zmian w stosunku do właściwej dyrekcji kolejowej, a ponadto pod koniec XIX wieku pierwszy raz zmieniono nazwę stacji na Rheda (Bezirk Minden). Jeszcze przed I wojną światową Stacja została przemianowana na Rheda (Westfalen).
W ramach reformy komunalnej Nadrenii Północnej-Westfalii w 1970 roku miasta Rheda i Wiedenbrück zostały połączone, ale zajęło pełne dziesięć lat Deutsche Bundesbahn, by zmienić nazwę stacji. Od 28 września 1980 stacja nazywa się "Rheda-Wiedenbrück".

## Linie kolejowe
- Hamm – Minden
- Warendorfer Bahn